# Havet ved Grønland
Havet ved Grønland er en dansk dokumentarfilm fra 1972 instrueret af Sune Lund-Sørensen efter eget manuskript.

## Handling
Udviklingen i det grønlandske torskefiskeri, omkring 1970, hvor trawlfiskeri til søs har vist sig at være vejen til fremskaffelse af råvarer til udnyttelse af de moderne produktionsanlæg i land.
Filmen blev produceret på bestilling fra Kongelige Grønlandske Handel.